# 斯拉沃尼采

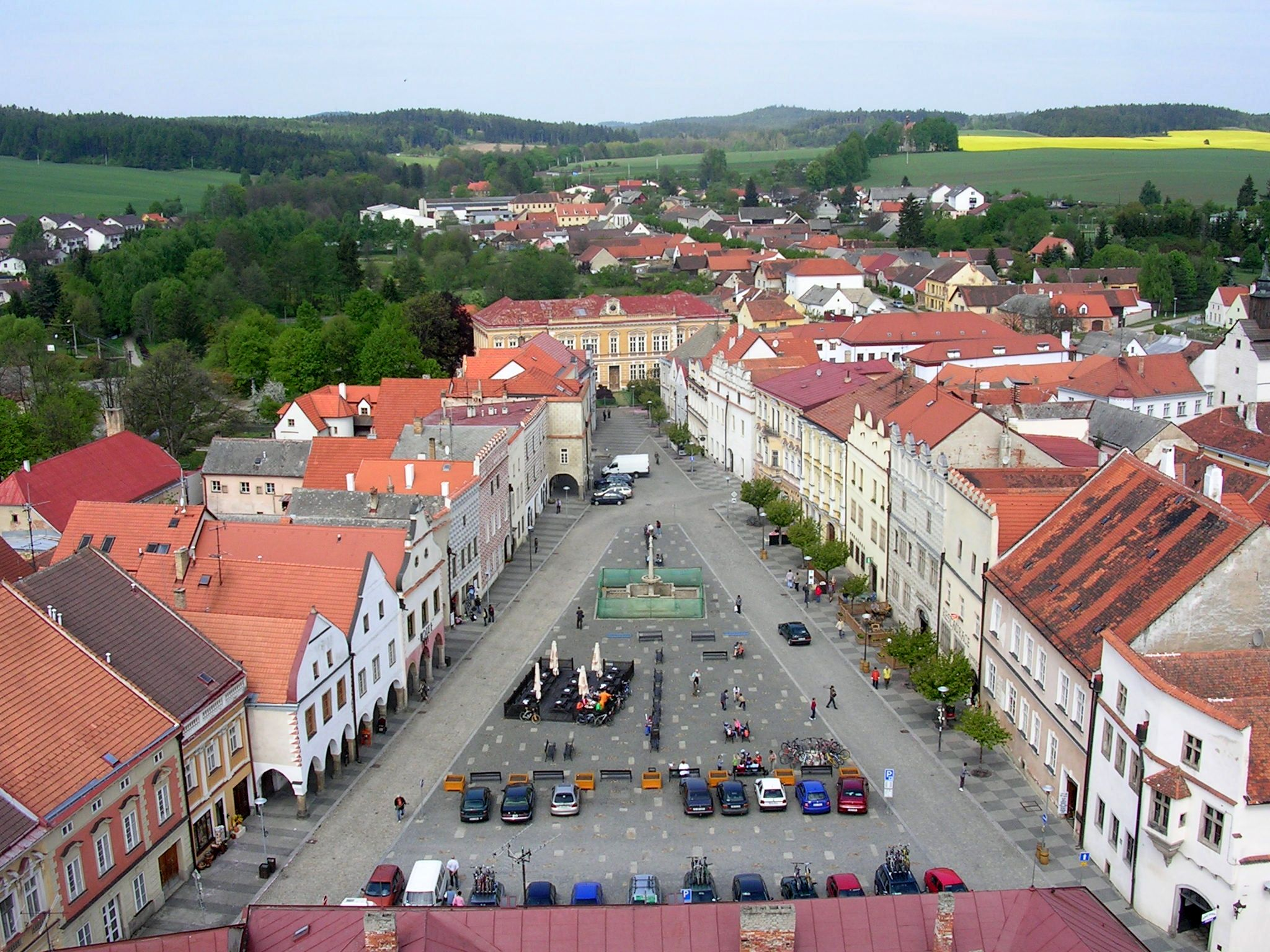

斯拉沃尼采是捷克的城鎮，位於該國南部，距離達奇采11公里，毗鄰與奧地利接壤的邊境，由南波希米亞州負責管轄，面積45.72平方公里，海拔高度512米，2007年人口2,671。

## 外部連結
- Official website Archive.today的存檔，存档日期2012-12-10
- Pictures and commentary from a visitor （页面存档备份，存于）
- Mariz and Mariz ceramics （页面存档备份，存于）
- The new Slavonice Institute